# Gletterens

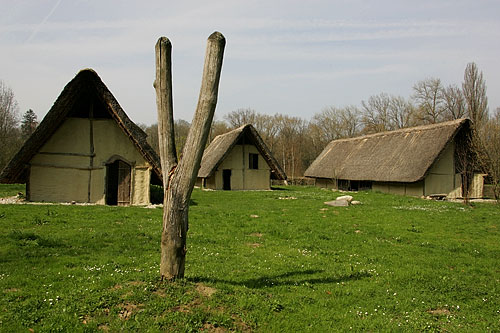
Bảo tàng khảo cổ

Gletterens là một đô thị thuộc huyện Broye, trong bang Fribourg, Thụy Sĩ.